# Miné de Klerk
Miné de Klerk (ur. 30 marca 2003) – południowoafrykańska lekkoatletka specjalizująca się w pchnięciu kulą oraz rzucie dyskiem.
Na mistrzostwach świata juniorów w Nairobi (2021) zdobyła dwa medale: złoty w konkurencji pchnięcia kulą (wynik 17,40) oraz srebrny w rzucie dyskiem (wynik 53,50). Również w 2021 zdobyła w Pretorii tytuł mistrzyni Południowej Afryki w pchnięciu kulą. W 2022 roku została ponownie mistrzynią świata juniorek w pchnięciu kulą, ponadto na tym czempionacie otrzymała brązowy medal w rzucie dyskiem. W 2024 roku wywalczyła tytuł wicemistrzyni Afryki w pchnięciu kulą.
Rekordy życiowe:
- pchnięcie kulą:

- stadion – 17,87 (21 lutego 2025, Lincoln)

- rzut dyskiem:

- stadion – 55,17 (29 marca 2024, Gainesville)